# エルヴィン・フォン・ベルツ
エルヴィン・フォン・ベルツ（独: Erwin von Bälz、1849年1月13日 - 1913年8月31日）は、ドイツ帝国の医師で、明治時代に日本に招かれたお雇い外国人のひとり。東京帝国大学医科大学の前身となる東京医学校に着任すると、病理学、生理学、薬物学、内科学、産婦人科学、精神医学などを担当、講義だけでなく自ら病理解剖を執刀し、27年に渡り明治期の日本医学界に近代西洋医学を教え、医学発展と基礎を築いた。滞日は29年に及ぶ。

## 経歴
- 1849年、ヴュルテンベルク王国のビーティヒハイム・ビッシンゲンで生まれる。
- 1866年、テュービンゲン大学医学部に入学。
- 1869年、ライプツィヒ大学医学部に転学、カール・アウグスト・ヴンダーリヒ（ドイツ語版、英語版）教授の下で内科を修める。
- 1870年、軍医として普仏戦争に従軍。
- 1872年、ライプツィヒ大学医学部卒業。
- 1875年、ライプツィヒ大学病院に入院中の日本人留学生・相良元貞をたまたま治療することになり、日本との縁が生まれる。
- 1876年（明治9年）、お雇い外国人として東京医学校（現在の東京大学医学部）の教師に招かれる。
- 1881年（明治14年）、東海道御油宿（愛知県豊川市御油町）戸田屋のハナコと結婚。
- 1897年（明治30年）、樺太アイヌ調査のため、北海道石狩を訪問。
- 1900年（明治33年）、勲一等瑞宝章を受章[1]。
- 1902年（明治35年）、東京帝国大学退官、宮内省侍医を務める。
- 1905年（明治38年）、勲一等旭日大綬章を受章[1]。夫人とともにドイツへ帰国。熱帯医学会会長、人類学会東洋部長などを務める。
- 1908年（明治41年）、伊藤博文の要請で再度来日[2]。
- 1913年、ドイツ帝国のシュトゥットガルトにて心臓病のため死去（64歳没）[2]。

## 家族
- 妻・戸田花子 (1864-1937)[3]。神田明神下で生まれる[4]。父の熊吉は御油宿の宿屋「戸田屋」の子孫だが、没落して一家離散し、江戸の荒井家に養子に入り、小売商を営んだ[4]。花子は1880年からベルツと同居を始めるが正式な入籍は渡独の前年。教育はないが、利発で美しかったという[4]。ベルツ没後も10年ほど滞独したが、ドイツ国籍が認められず、日本へ帰国したまま没した。晩年はベルツの友人だったユリウス・スクリバ家の日本人嫁が介護した[4]。著書に『欧洲大戦当時の独逸』がある。
- 長男・徳之助 (Erwin Toku, 1889-1945)、長女ウタ (1893-1896)。子供は4人とする説も[5]。長男トクの前に夭逝した第一子、トクの遊び相手として養女ギンがいた（一家が渡独前に12歳で急死）[4]。トク（国籍ドイツ）は、暁星学校在学中に11歳で両親とともに渡独し、建築を専攻[6]。「徳」は中国語のドイツ（徳国）から。父親の遺した『ベルツ日記』をナチス時代に出版し、第三帝国ドイツでもっとも有名な日系ドイツ人となった[7]。このときトクによって母親の出生や両親の出会いについてなどが『ベルツ日記』から削除されたという[4]。母親の影響で幼いころ歌舞伎に親しみ[4]、1938年にはベルリンで忠臣蔵の一部を舞台化した[8]。1940年から日本で暮らし、東京で病没。
- 孫・徳之助と妻ヘレーナの子として長男ハット（鳩。1916-1972）、次男クノー（久能。1918-1943）、長女ゲルヒルト・トーマ（1921年生）、その下に双子の男子ディーツとゲッツ（1925年生。二人とも1944年に戦死）[4]。

## ベルツの日本観
彼の日記や手紙を編集した『ベルツの日記』には、当時の西洋人から見た明治時代初期の日本の様子が詳細にわたって描写されている。そのうち来日当初に書かれた家族宛の手紙の中で、明治時代初期の日本が西洋文明を取り入れる様子を次のように述べている。
このように明治政府の西洋文明輸入政策を高く評価しその成果を認めつつ、また、明治日本の文明史的な特異性を指摘したうえで、他のお雇い外国人に対して次のような忠告をしている。
文化人類学的素養を備えていた彼は、当時の日本の状況に関する自身の分析・把握を基にして、当時の日本の状況に無理解な同僚のお雇い教師たちを批判した。さらに、彼の批判は日本の知識人たちにも及ぶ。
無条件に西洋の文化を受け入れようとする日本人に対する手厳しい批判が述べられている。また、日本固有の伝統文化の再評価を行うべきことを主張している。西洋科学の手法を押し付けるのではなく、あまりに性急にそのすべてを取り入れようとする日本人の姿勢を批判し、助言を行っている。
また大日本帝国憲法制定時には、一般民衆の様子を「お祭り騒ぎだが、誰も憲法の内容を知らない」（趣旨）と描くなど、冷静な観察を行っている。
一方、東京大学を退職する際になされた大学在職25周年記念祝賀会でのあいさつでは、また別の側面から日本人に対する批判がなされている。
このような批判は日本を嫌ってなされたものではない。挨拶の中では、当時の日本の医学生たちの勤勉さや優秀さを伝える発言もなされている。また、教員生活は大変満足できるものであった、とも述べている。しかし、彼はあえて日本人の学問に対する姿勢に対する批判を行った。すなわち、本来、自然を究めて世界の謎を解く、という一つの目標に向かって営まれるはずの科学が、日本では科学のもたらす成果や実質的利益にその主眼が置かれているのではないか、と。そしてそのことを理解することが、日本の学問の将来には必要なことである、と彼は述べている。
また、このような言葉も残している。
彼は西洋文明輸入に際しての日本人の姿勢を批判し続けていた。これは当時の廃仏毀釈の嵐吹き荒れる日本への危機感でもあり、同様の考えを持ち親友でもあるハインリヒ・フォン・シーボルトと同様に多くの美術品・工芸品を購入し保存に努めている。主治医も務めたほど関係があったシーボルトからは晩年そのコレクションの管理を託されるほどの信頼関係があり（シーボルトの急死によりその願いは果たされずコレクションは散逸）、公私に渡っての親友であった。また、文化の面にしても同様で前述のシーボルトの誘いで歌舞伎の鑑賞に出掛け、またフェンシングの達人でも合った同氏と共に当時随一の剣豪であった直心影流剣術の榊原鍵吉に弟子入りもしている。

### 日本食のエピソード
ベルツが東京から日光への移動際に、車夫が無交代で14時間運んだ。その時の車夫の食事は玄米おにぎり・梅干し・味噌大根の千切り・沢庵で、日常食は玄米・大麦・粟・じゃが芋・百合根であったという。車夫の脅威のスタミナにベルツは驚き、車男が肉を食べれば更にパワーが出るか実験をしたが、車夫は疲弊した。日本人は長い歴史の間、玄米と雑穀を主食に野菜と海藻を食事にし、西洋栄養学よりも日本食が合ったという。ベルツによると欧米人の方が腸が短く、肉食歴史の短い日本人は肉類消化に時間が掛かり、肉類内のタンパク質と脂質は腸内で腐敗・酸毒化しやすく、長い腸内で老廃物が長時間血液を汚して細胞と組織を劣化させ、色々な病気を発症させるという。

## 温泉との関わり

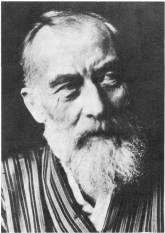
黄八丈姿のベルツ博士

日本の温泉を世界に紹介した人物でもある。明治1２年（1879年）頃より日本に赴任している外国人達が上州伊香保温泉を訪れるのが流行となり、お雇い外国人教師や貿易商社員の仲間や横浜のドイツ医師と人力車で上州に向かい、伊香保温泉には別荘を構えて友人知人と幾度となく訪ねた。
- 明治13年（1880年）、別爾都（ベルツ）著『日本鑛泉論』（中央衛生会）を発刊。各地の温泉地を衛生的な立場に立って改革し、また箱根をはじめ草津や伊香保などには、西洋医学をとり入れた温泉治療所をつくるよう内務省に建白書を提出した。
- 明治20年（1887）ベルツは「皇国の模範となるべき一大温泉場設立意見書」を宮内省に提出した。「完全無欠の模範となるべき一大温泉療養所を設立せんとして、久しくその場所を探したが、漸くこれを発見することができた。その唯一の場所は、箱根山中、大地獄即ち大涌谷の西北涯で、目的に必要な条件をすべて具備し、実に得離き好地である。もし自分の計画が実現するならば、単に日本に寄与するのみならず、中国、インド、アメリカはもちろん、ヨーロッパにおいても名声を得ることは間違いない。また日本は自然の温泉を至れり尽せりの方法で利用していることを証明できるし、ひいては日本の文明開化の進歩を、世界に示すことができる」と評価する。この頃、箱根の温泉地も同様にお抱え外国人教師と箱根に矢ノ下の富士屋旅館に宿泊し、女中のあかぎれの手荒れを不憫に思い、「ベルツ水」を処方、明治20年（1887）芦ノ湖畔に落成した箱根離宮は、御病弱であった皇太子の保養のため、ベルツの進言によって建てられたといわれている。
- 明治23年（1890年）、草津に約6000坪の土地と温泉を購入、温泉保養地づくりをめざす。「草津には無比の温泉以外に、日本で最上の山の空気と、全く理想的な飲料水がある。もしこんな土地がヨーロッパにあったとしたら、カルルスバート（現在はチェコ領の温泉カルロヴィ・ヴァリ）よりも賑わうことだろう」と評価する。草津温泉にはベルツの名を冠した「ベルツ通り」がある。
- 明治29年（1896年）、草津の時間湯を研究した論文「熱水浴療論」(Behandlung mit heißen Wasserbädern)が『ドイツ内科学書』(Handbuch der speziellen Therapie innerer Krankheiten)に収録される。

ベルツは大変な健脚で噴火直後の草津白根山にも登頂したことがあり、その際の手記は現在でも貴重な火山学的資料になっている。

## 日本の天皇家や高官の別荘地葉山との関係
澤村修治によると、ベルツの推奨により、天皇家や日本の高官が葉山に御用邸や別荘を持つことになったとある。実際葉山の葉山森戸神社に駐日イタリア公使のマルチーノとベルツが当地を保養に適当と推奨したという石碑がある。ベルツはいわば宣伝マンとなったとある。明治天皇は殆ど皇居内で過ごし避暑、避寒はされなかったが、後に大正天皇になる嘉仁親王の健康が思わしくなく、侍医となったベルツが転地保養を勧めた。有栖川宮熾仁親王はイタリア公使マルチーノの別荘に明治22年に訪れている。親王は明治24年に別邸を作り、皇太子もそこに訪れている。葉山の御用邸は明治27年1月完成した。

## 蒙古斑
ベルツの医学的貢献でよく知られているのは1885年（明治18年）の蒙古斑の命名である。

## ベルツ水
1883年（明治16年）、箱根富士屋ホテルに滞在中、女中の手が荒れているのを見たのをきっかけに、「ベルツ水」（日本薬局方:グリセリンカリ液）を処方する。

## 日本美術・工芸品の収集
ベルツは、親友のハインリヒ・フォン・シーボルトの影響を強く受け蒐集活動にも取り組む。花夫人（シーボルト夫人の名も同じ（岩本）ハナ）の協力を得ながら、江戸時代中後期から明治時代前半にかけての日本美術・工芸品約6000点を収集した。特に、絵師の河鍋暁斎を高く評価し、親しく交わった。ベルツ・コレクションは、シュトゥットガルトのリンデン民俗学博物館（独: Linden-Museum）に収蔵された。
- ドリス・クロワッサン、若林操子編集解説 『ベルツ・コレクション日本絵画 リンデン美術館蔵』 講談社、1991年。図版編と解説編の2分冊。

## ベルツ賞
1964年、ドイツの製薬会社・ベーリンガーインゲルハイム社によって、日独両国間の歴史的な医学関係を回顧すると共に、両国の医学面での親善関係を更に深めて行く目的で「ベルツ賞」が設立された。

## 関連文献
- トク・ベルツ編『ベルツの日記』 菅沼龍太郎訳、岩波文庫（上下）、1979年（昭和54年）。改訳版（旧版は全4巻）
- エルヴィン・ベルツ『ベルツ日本文化論集』 若林操子監修、山口静一ほか訳、東海大学出版会
- エルヴィン・ベルツ『ベルツ日本再訪 草津・ビーティヒハイム遺稿 日記篇』 若林操子監修、池上弘子訳、東海大学出版会
- ゲルハルト・ヴェスコヴィ『エルヴィン・ベルツ　日本医学の開拓者』 熊坂高弘訳、文芸社
- フェリックス・ショットレンダー『エルウィン・フォン・ベルツ 日本に於ける一ドイツ人医師の生涯と業績伝記 E・V・ベルツ』 
石橋長英訳、〈伝記叢書191〉大空社、1995年（平成7年）。復刻本
- 安井広『ベルツの生涯 近代医学導入の父』 思文閣出版、1995年（平成7年）
- 『ベルツ花』鹿島卯女、鹿島研究所出版会、1972年
- 『ベルツ花子関係年譜』豊川市医師会史編纂委員会編、豊川市医師会、1990年
- 『「花・ベルツ」への旅』シュミット村木眞寿美、講談社、1993年
- 『天皇のリゾート　御用邸をめぐる近代史』澤村修治、図書新聞、2014年